# Édition médicéenne
Le Graduale de tempore juxta ritum sacrosanctæ romanæ ecclesiæ ou édition médicéenne est une édition officielle des livres de chant, graduel, du Vatican, publiée de 1614 à 1615. Il s'agit d'une version du plain-chant qui est le fondement du chant grégorien, mais considérablement modifiée. Sa publication fut effectuée auprès de l'imprimerie de Médicis et c'est la raison pour laquelle l'on l'appelait "édition médicéenne". 

## Origine de l'édition médicéenne
À la suite du concile de Trente, le Saint-Siège avait besoin de la rénovation de ses liturgies y compris les livres de chant, afin de résister aux mouvements de la Réforme protestante ainsi que de la Renaissance.
En 1577, le pape Grégoire XIII chargea Giovanni Pierluigi da Palestrina et Annibale Zoïlo de remanier le graduel romain. Mais sa publication officielle ne fut pas tenue. En réalité, comme Fernando de las Infantas, musicien espagnol demeurant à Rome, s'opposait à la réforme, son patron Philippe II d'Espagne gêna ce projet,. Cependant, il est vrai qu'après la mort de Palestrina, son fils Higino et d'autres sortirent une édition privée en 1594.  
Dans la même année 1594, Raimondi auprès de l'imprimerie de Médicis aussi tenta de sortir des livres, mais le Vatican refusa ce projet. 
Finalement le Saint-Siège chargea à nouveau deux musiciens romains, Felice Anerio et Francesco Suriano d'éditer les livres de chant, en août 1608. L'imprimerie de Médicis réussit à publier cette version entre 1614 et 1615, et la publication fut parachevée pour la première fois. Comme il s'agissait d'une édition sous la forme privée, on en appelle dite Édition médicéenne du Graduel

## Caractéristique de l'édition
Considérablement critiqué par les humanistes, le chant grégorien, qui ne subit jamais de modifications pendant plusieurs siècles, fut énormément remanié dans l'Édition médicéenne. De sorte que, d'après la théorie de la quantité syllabique, à savoir le langage parlé, furent déplacées des syllabes brèves chantées sur des notes longues ainsi que des syllabes longues chantées sur des notes brèves. Aussi fut perdue la belle ligne d'ancienne version selon l'accent,.
De plus, l'on abrégea des mélismes longs,, même ceux du jubilus, c'est-à-dire les vocalises solennelles de l'alléluia, juste avant la lecture de l'Évangile. Dans l'édition, son alléluia de la messe de Pâques, qui doit être le plus cérémonieux, ne comptait que 15 notes chantées lentement l'une après l'autre. Donc, le chant grégorien perdit son rythme caractéristique et sa nature ressemblait parfois à celle des chants syllabiques, ceux du Luthéranisme ou de l'Anglicanisme.

## Reproduction auXIXesiècle
L'édition fut redécouverte par Edmond Duval, musicologue belge, ancien élève du Conservatoire de Paris et notamment membre de l'Académie de Sainte-Cécile à Rome, et republiée en 1848 chez l'édition Hanicq à Malines, sous auspices du cardinal-archevêque Engelbert  Sterckx.
En dépit du mouvement dynamique de la restauration du chant grégorien ancien, cette version faussement attribuée à Palestrina connut un grand succès, à la suite de la reproduction par Franz Xaver Haberl, musicologue allemand. Par exemple, en France, l'abbé Marie-Paul Larrieu, curé de Saint-Aubin de Toulouse, soutenait l'Édition médicéenne. Ensuite, les papes Pie IX et Léon XIII autorisaient l'utilisation de l'édition au sein du Saint-Siège. Enfin, l'édition obtint un privilège de trente ans, soit de 1871 à 1901, publication auprès de l'éditeur Pustet de Ratisbonne.
À cette époque-là, la connaissance concernant le chant grégorien n'était en fait pas encore suffisante. Si l'édition ne fut jamais officielle de l'Église, elle était considérée en tant que version authentique :

« ......... cantus gregorianum quem semper Ecclesia Romana retinuit, proinde ex traditione conformior haberi potest illi quem in Sacram Liturgiam Summus Pontifex sanctus Gregorius invexerat (le chant grégorien que l'Église romaine a toujours conservé, peut donc être considéré, au regard de la tradition, comme le plus conforme à celui que le Souverain Pontife saint Grégoire a introduit dans la liturgie sacrée.) »

— Bref du 14 août 1871 destiné à l'édition de Ratisbonne

## Caractéristique de l'édition de Ratisbonne
Si l'édition de Ratisbonne était une reproduction de l'édition d'Edmond Duval, Franz Xaver Haberl y ajouta un nombre considérable de modifications discutables. Par conséquent, cette édition est plus loin du chant grégorien authentique, à la suite des deux remaniements, aux XVIIe et XIXe siècles.
Notamment, quoiqu'il s'agisse d'un élément essentiel du chant grégorien, elle supprima ou remania des mélismes attribués aux syllabes accentuées ainsi qu'à ceux de la dernière du mot. Elle apporte un chant différent pour chaque texte. Dès 1891, Dom Mocquereau de Solesmes présentait cette anomalie avec ses publications, en analysant 220 notations du répons-graduel Justus ut palma selon des manuscrits conservés et retrouvés dans toute l'Europe. 

## Fin de l'utilisation de l'édition néo-médicéenne
Les soutiens pour la restauration du chant grégorien devinrent néanmoins de plus en plus nombreux. Surtout en 1890, une exécution par Dom Mocquereau au Séminaire français de Rome convainquit Dom Angelo de Santi, chargé par le pape Léon XIII de défendre la version néo-médicéenne. 
Dom Angelo étudia intensivement ce sujet en 1893. Le 2 décembre, il conclut : « Comment Palestrina avait-il pu faire une œuvre si peu musicale ? »
En 1901, comme le Vatican ne renouvela pas les privilèges de l'Édition néo-médicéenne, ces derniers expirèrent. 
Selon la volonté de nouveau pape Pie X, les privilèges des éditions de Ratisbonne furent officiellement supprimés le 8 janvier 1904, par un motu proprio de la Sacrée Congrégation des rites
Un siècle plus tard, pour les études des musicologues, le Vatican republia en 2001 la version originale Graduale de tempore juxta ritum sacrosanctæ romanæ ecclesiaæ auprès de la Libreria editrice Vaticana, dans la série de Monumenta studia instrumenta liturgica (tome X)  (ISBN 978-88-209-7116-8).